# Qūjāq
Qūjāq (persiska: قوجاق, قوچاق) är en ort i Iran.   Den ligger i provinsen Kurdistan, i den nordvästra delen av landet, 300 km väster om huvudstaden Teheran. Qūjāq ligger 1 876 meter över havet och antalet invånare är 440.
Terrängen runt Qūjāq är platt åt sydväst, men åt nordost är den kuperad. Runt Qūjāq är det ganska tätbefolkat, med 58 invånare per kvadratkilometer. Närmaste större samhälle är Qorveh, 19,3 km väster om Qūjāq. Trakten runt Qūjāq består i huvudsak av gräsmarker.